# Александер Фарнеруд
Александер Фарнеруд (швед. Alexander Farnerud, нар. 1 травня 1984, Ландскруна) — шведський футболіст, що грав на позиції півзахисника. По завершенні ігрової кар'єри — тренер.
Виступав, зокрема, за клуби «Штутгарт», з яким був чемпіоном Німеччини, та «Торіно», а також національну збірну Швеції.

## Клубна кар'єра
Народився 1 травня 1984 року в місті Ландскруна. Вихованець футбольної школи клубу «Ландскруна БоІС». Дорослу футбольну кар'єру розпочав 2001 року в основній команді того ж клубу. У той час «Ландскруна» грала у Супереттан, другому дивізіоні шведського футболу. З клубом Фарнеруд зумів піднятися до Аллсвенскан на сезон 2002. Півзахисник відразу забив в одній зі своїх перших ігор на найвищому рівні у грі проти чинного на той час чемпіона «Гаммарбю» і допоміг їй виграти 2:1. В результаті команді вдалося зберегти місце у вищому дивізіоні і Александер справив велике враження як у тому сезоні, так і в майбутньому, тому отримав виклик у національну збірну Швеції та зацікавлення від іноземних команд. Всього Фарнеруд провів 75 матчів чемпіонату за «Ландскруну» і забив тринадцять разів.
Після успішного виступу в «Ландскруні» Александер Фарнеруд перейшов у французький «Страсбур» у листопаді 2003 року, наприкінці шведського сезону, і став виступати разом із своїм братом Понтусом. Александер дебютував за страсбурзький клуб 14 січня в матчі проти «Генгама» (3:2), вийшовши на поле на 75-й хвилині замість Іва Дероффа. Проте зіграти разом із братом Александеру не вдалося, оскільки Понтус був замінений на 60-й хвилині того матчу. Втім швидко обидва брати стали гравцями основи. Найбільшого успіху Александер Фарнеруд досяг у складі «Страсбурга» в сезоні 2004/05, коли брат вже покинув команду. Того сезону клуб дійшов до фіналу Кубка французької ліги. «Страсбур» зумів виграти цей матч у «Кана» з рахунком 2:1, завдяки чому Фарнеруд виграв свій перший трофей у кар'єрі. Сезон 2005/06 став останнім, в якому шведський півзахисник грав за «Страсбур». Однак клуб не зміг зберегти собі місце в Лізі 1, оскільки вони фінішували дев'ятнадцятими, тому Фарнеруд пішов у кінці того сезону. Всього швед забив шість голів у 81 грі за французів.
Влітку 2006 року Фарнеруд перейшов до клубу німецької Бундесліги «Штутгарта» за суму близько 2,6 мільйона євро, уклавши контракт на чотири роки. Однак йому не вдалося багато пограти в клубі з Баден-Вюртемберга через конкуренцію з такими зірковими гравцями, як Томас Гітцльшпергер, Павел Пардо та Роберто Гільберт. Так у сезоні 2006/07, коли «Штутгарт» став чемпіоном Німеччини, він зіграв лише дев'ять ігор. Наступного сезону Фарнеруд теж не зміг вразити тренера Арміна Фе, провівши лише 11 ігор чемпіонату. Йому навіть довелося пограти деякий час у другій команді «Штутгарта». Саме тому він покинув «Штутгарт» наприкінці сезону 2007/08. Йому жодного разу не вдалося забити у двадцяти матчах чемпіонату за клуб.
8 липня 2008 року Фарнеруд підписав контракт із клубом данської Суперліги «Брондбю». Він грав в основі у півзахисті з голландцем Ремко ван дер Шафом і данцем Мікаелем Крон-Делі, провівши два з половиною сезони.
18 січня 2011 року він перейшов до швейцарського «Янг Бойза», уклавши контракт до 2014 року. Він дебютував у Суперлізі 13 лютого в грі проти «Цюриха» (4:2), а 16 квітня він забив перший гол, відзначившись дублем у грі проти «Беллінцони» (4:0). Всього провів у команді два з половиною сезони, відігравши 104 гри в усіх турнірах, в яких забив 25 ігор.
18 червня 2013 року Фарнеруд підписав трирічний контракт з італійським «Торіно», яке заплатило за гравця 1,8 мільйона євро. Він дебютував за клуб 17 серпня в матчі Кубка Італії проти «Пескари» (1:2), а 20 жовтня забив свій перший гол у Серії А, відкривши рахунок у домашній грі з міланським «Інтернаціонале» (3:3). У перші два сезони швед стабільно виходив на поле, але у сезоні 2015/16 провів лише п'ять матчів, тому по його завершенні покинув клуб.
9 серпня 2016 року Фарнеруд повернувся на батьківщину, підписавши довгострокову угоду з «Геккеном». Тут він одразу став основним гравцем, але наступного літа отримав травму коліна і в листопаді 2017 року клуб і гравець вирішили розірвати контракт.
Провівши майже рік без клубу, 21 жовтня 2018 року Фарнеруд підписав однорічний контракт з «Гельсінгборгом» з опцією продовження ще на два сезони. У Аллсвенскан 2019 року він провів 19 ігор і забив 2 голи, і наприкінці року знову став вільним агентом, оскільки клуб вирішив не продовжувати його контракт, що закінчувався.
У травні 2020 року він приєднався до «Гетеборга», де його брат Понтус Фарнеруд був спортивним директором. Він забив переможний гол у фіналі Кубка Швеції 2020 року, коли «Гетеборг» переміг «Мальме» з рахунком 2:1 у овертаймі. Наприкінці року його контракт, що закінчувався, не був продовжений.
У липні 2021 року Фарнеруд підписав однорічний контракт із «К'яссо» з швейцарського третього дивізіону. Провівши там один сезон, він оголосив про завершення професійної кар'єри у червні 2022 року, зігравши за клуб 14 ігор і забивши 1 гол.
У сезоні 2023/24 став помічником головного тренера аматорського німецького клубу «Ехтердінген» з ліги Вюртемберга, де паралельно став і виходити на поле як гравець.

## Виступи за збірні
1999 року дебютував у складі юнацької збірної Швеції (U-16), загалом на юнацькому рівні взяв участь у 27 іграх, відзначившись 12 забитими голами.
Протягом 2002—2006 років залучався до складу молодіжної збірної Швеції, з якою брав участь у молодіжному чемпіонаті Європи 2004 року в Німеччині, де шведи посли 4 місце. Всього на молодіжному рівні зіграв у 35 офіційних матчах, забив 12 голів.
16 лютого 2003 року дебютував в офіційних матчах у складі національної збірної Швеції в грі Кубка короля Таїланду проти Катару (3:2). Через чотири дні на тому ж турнірі він забив свій перший гол, допомігши розгромити Таїланд з рахунком 4:1. Ще за два дні Фарнеруд зіграв і у фіналі проти Північної Кореї, де шведи виграли 4:0 і здобули кубок.
Надалі йому довелося чекати більше двох років свого наступного виступу за збірну, коли 8 червня 2005 року вийшов на заміну замість Мікаеля Нільссона на 78-й хвилині гри проти Норвегії (2:3). Потім його знову тривалий час більше не викликали до збірної.
Однак у 2009 році він повернувся в заявку, коли в січні 2009 року зіграв свій п'ятий міжнародний матч, коли команда, що складалась в основному з гравців північноєвропейських країн, зустрілася зі збірною США (2:3). Після ще однієї гри через кілька днів, він зіграв ще два матчі за збірну в подібній ситуації на початку 2010 року.
21 березня 2015 року, після більш ніж п'яти років відсутності, тренер Ерік Гамрен викликав Фарнеруда на відбірковий матч на Євро-2016 проти Молдови та товариський матч з Іраном. Зрештою, однак, йому довелося покинути команду через травму, і його замінив Маркус Роден, а Фарнеруд за збірну більше не грав.
Загалом протягом кар'єри в національній команді, яка тривала 8 років, провів у її формі 8 матчів, забивши 2 голи.

## Статистика виступів

### Статистика клубних виступів
| Сезон                       | Команда                     | Чемпіонат                   | Чемпіонат | Чемпіонат | Кубок | Кубок | Кубок | Єврокубки | Єврокубки | Єврокубки | Усього | Усього |
| Сезон                       | Команда                     | Ліга                        | Ігор      | Голів     | Ліга  | Ігор  | Голів | Ліга      | Ігор      | Голів     | Ігор   | Голів  |
| --------------------------- | --------------------------- | --------------------------- | --------- | --------- | ----- | ----- | ----- | --------- | --------- | --------- | ------ | ------ |
| 2001                        | «Ландскруна БоІС»           | СЕ (ІІ)                     | 24        | 0         | КШ    | ?     | ?     | -         | -         | -         | 24+    | 0+     |
| 2002                        | «Ландскруна БоІС»           | A                           | 25        | 8         | КШ    | ?     | ?     | -         | -         | -         | 25+    | 8+     |
| 2003                        | «Ландскруна БоІС»           | A                           | 26        | 5         | КШ    | ?     | ?     | -         | -         | -         | 26+    | 5+     |
| Усього за «Ландскруну БоІС» | Усього за «Ландскруну БоІС» | Усього за «Ландскруну БоІС» | 75        | 13        |       | ?     | ?     |           |           |           | 75+    | 13+    |
| січ.-черв. 2004             | «Страсбур»                  | Л1                          | 18        | 0         | КФ+КЛ | 0     | 0     | -         | -         | -         | 18     | 0      |
| 2004–05                     | «Страсбур»                  | Л1                          | 32        | 3         | КФ+КЛ | 1+5   | 0+4   | -         | -         | -         | 38     | 7      |
| 2005–06                     | «Страсбур»                  | Л1                          | 30        | 3         | КФ+КЛ | 1+0   | 2+0   | КУЄФА     | 8         | 1         | 39     | 6      |
| Усього за «Страсбур»        | Усього за «Страсбур»        | Усього за «Страсбур»        | 80        | 6         |       | 7     | 6     |           | 8         | 1         | 95     | 13     |
| 2006–07                     | «Штутгарт»                  | БЛ                          | 9         | 0         | КН    | 0     | 0     | -         | -         | -         | 9      | 0      |
| 2007–08                     | «Штутгарт»                  | БЛ                          | 11        | 0         | КН    | 0     | 0     | ЛЧ        | 4         | 0         | 15     | 0      |
| Усього за «Штутгарт»        | Усього за «Штутгарт»        | Усього за «Штутгарт»        | 20        | 0         |       | 0     | 0     |           | 4         | 0         | 24     | 0      |
| 2008–09                     | «Брондбю»                   | СЛ                          | 27        | 9         | КД    | 4     | 1     | КУЄФА     | 2         | 0         | 33     | 10     |
| 2009–10                     | «Брондбю»                   | СЛ                          | 29        | 6         | КД    | 2     | 1     | ЛЄ        | 6         | 2         | 37     | 9      |
| 2010–11                     | «Брондбю»                   | СЛ                          | 17        | 3         | КД    | 1     | 0     | -         | -         | -         | 18     | 3      |
| Усього за «Брондбю»         | Усього за «Брондбю»         | Усього за «Брондбю»         | 73        | 18        |       | 7     | 2     |           | 8         | 2         | 88     | 22     |
| січ.-черв. 2011             | «Янг Бойз»                  | СЛ                          | 17        | 5         | КШ    | 1     | 1     | ЛЄ        | 0         | 0         | 18     | 6      |
| 2011–12                     | «Янг Бойз»                  | СЛ                          | 31        | 5         | КШ    | 3     | 1     | ЛЄ        | 4         | 2         | 38     | 8      |
| 2012–13                     | «Янг Бойз»                  | СЛ                          | 34        | 6         | КШ    | 3     | 3     | ЛЄ        | 11        | 2         | 48     | 11     |
| Усього за «Янг Бойз»        | Усього за «Янг Бойз»        | Усього за «Янг Бойз»        | 82        | 16        |       | 7     | 5     |           | 15        | 4         | 104    | 25     |
| 2013–14                     | «Торіно»                    | A                           | 23        | 4         | КІ    | 1     | 0     | -         | -         | -         | 24     | 4      |
| 2014–15                     | «Торіно»                    | A                           | 22        | 1         | КІ    | 1     | 0     | ЛЄ        | 4         | 0         | 27     | 1      |
| 2015–16                     | «Торіно»                    | A                           | 5         | 0         | КІ    | 0     | 0     | -         | -         | -         | 5      | 0      |
| Усього за «Торіно»          | Усього за «Торіно»          | Усього за «Торіно»          | 50        | 5         |       | 2     | 0     |           | 4         | 0         | 56     | 5      |
| 2016                        | «Геккен»                    | A                           | 11        | 3         | КШ    | 3     | 1     | -         | -         | -         | 14     | 4      |
| 2017                        | «Геккен»                    | A                           | 13        | 2         | КШ    | 0     | 0     | -         | -         | -         | 13     | 2      |
| Усього за «Геккен»          | Усього за «Геккен»          | Усього за «Геккен»          | 24        | 5         |       | 3     | 1     |           | -         | -         | 27     | 6      |
| 2019                        | «Гельсінгборг»              | A                           | 19        | 2         | КШ    | 0     | 0     | -         | -         | -         | 19     | 2      |
| 2020                        | «Гетеборг»                  | A                           | 21        | 4         | КШ    | 3     | 1     | ЛЄ        | 1         | 0         | 25     | 5      |
| 2021–22                     | «К'яссо»                    | ПЛ (ІІІ)                    | 13        | 1         | КШ    | 1     | 1     | -         | -         | -         | 14     | 2      |
| Усього за кар'єру           | Усього за кар'єру           | Усього за кар'єру           | 457       | 70        |       | 30+?  | 16+?  |           | 40        | 7         | 527+?  | 93+?   |

### Статистика виступів за збірну
| Дата      | Місто     | Господарі      | Результат | Гості    | Турнір           | Голи | Примітки |
| --------- | --------- | -------------- | --------- | -------- | ---------------- | ---- | -------- |
| 16-2-2003 | Бангкок   | Катар          | 2 – 3     | Швеція   | King's Cup 2003  | -    |          |
| 20-2-2003 | Бангкок   | Таїланд        | 1 – 4     | Швеція   | King's Cup 2003  | 1    |          |
| 22-2-2003 | Бангкок   | Північна Корея | 0 – 4     | Швеція   | King's Cup 2003  | -    |          |
| 8-6-2005  | Стокгольм | Швеція         | 2 – 3     | Норвегія | товариський матч | -    |          |
| 23-1-2009 | Карсон    | США            | 3 – 2     | Швеція   | товариський матч | -    |          |
| 29-1-2009 | Окленд    | Мексика        | 0 – 1     | Швеція   | товариський матч | 1    |          |
| 20-1-2010 | Маскат    | Оман           | 0 – 1     | Швеція   | товариський матч | -    |          |
| 23-1-2010 | Дамаск    | Сирія          | 1 – 1     | Швеція   | товариський матч | -    |          |
| Усього    |           | Матчів         | 8         |          | Голів            | 2    |          |

## Титули і досягнення
- Володар Кубка французької ліги (1):

«Страсбур»: 2004/05
- Чемпіон Німеччини (1):

«Штутгарт»: 2006/07
- Володар Кубка Швеції (1):

«Гетеборг»: 2019/20